# Elizabeth Hubbard
Elizabeth Hubbard (New York, 22 december 1933 – Roxbury in Litchfield County (Connecticut), 8 april 2023) was een Amerikaanse actrice.
Hubbard is geboren en getogen in New York. Ze studeerde cum laude af op het Radcliffe College in Cambridge (Massachusetts) en vervolgde haar opleiding op de Royal Academy of Dramatic Art in Londen, een van de meest prestigieuze toneelscholen in de wereld. Hier ontving ze als eerste Amerikaanse de zilveren medaille. Hubbard is de achternicht van Christopher Reeve. Ze is twee keer getrouwd geweest en net zo vaak gescheiden. Ze heeft een zoon, Jeremy Bennett, geboren in 1971.

## Soaps
Ze is het best bekend van haar rol in verschillende Amerikaanse soapseries. Ze begon haar carrière in 1962 met de rol van Anne Fletcher in The Guiding Light, tot op de dag van vandaag nog steeds de langstlopende Amerikaanse soapserie. Een jaar later was ze te zien als Carol Kramer in The Edge of Night.
In 1964 speelde ze Dr. Althea Davis in de soap The Doctors. Ze speelde het personage tot 1969, nam een korte pauze en werd vervangen door Virginia Vestoff. Na een jaar keerde ze terug en bleef ze de rol spelen tot de serie werd afgelast in december 1982. In 1974 ontving Hubbard de eerste Daytime Emmy Award voor beste actrice in een dramaserie.
Nadat die serie stopte in december 1982 was Hubbard kort te zien als Estelle Chadwick in One Life to Live. In 1984 maakte ze haar debuut als zakenvrouw Lucinda Walsh in As the World Turns. Die rol leverde haar naast veel bekendheid ook negen nieuwe Daytime Emmy Award-nominaties op. In 1999 verliet ze de soap na onenigheid over de verhaallijn van haar personage, maar enkele maanden later haalde een nieuwe producer haar over om terug te keren. Ze heeft tot de serie in 2010 stopte deel uitgemaakt van de cast.
In Nederland werd As the World Turns uitgezonden sinds de oprichting van de televisiezender RTL 4 in 1989. In Nederland liep de soap ongeveer anderhalf jaar achter op de Amerikaanse versie, die sinds 1956 werd uitgezonden door het Amerikaanse televisienetwerk CBS. Op 22 februari 2012 was de laatste uitzending op RTL 4.
Hubbard kreeg in 2005/2006 een prominente verhaallijn toegeschreven. Haar personage Lucinda Walsh lijdt aan borstkanker, maar geneest hier van. Als haar (aangenomen) dochter Lilly Walsh samen met Carly Tenny een zaak begint helpt ze die naar een bankroet. Lilly neemt dan afstand van haar moeder. In de voorlaatste uitzending vertrekt Lucinda daarom, met haar vroegere echtgenoot John Dixon, naar Nederland voor een korte vakantie. Het bijzondere hiervan is dat Hubbard zelf in 2012 ook in Nederland woont.
Van eind juni tot half september 2009 was Elizabeth te zien als Sair Poindexter in de RTL 4-soap Goede tijden, slechte tijden. Begin december van dat jaar keerde ze weer terug in ATWT.

## Overige rollen
Hubbard won een tweede Daytime Emmy voor haar rol als Edith Wilson in First Ladies' Diaries. Ze speelde in verschillende theaterstukken en musicals op Broadway en maakte ook haar opwachting in diverse films, waaronder I Never Sang for My Father, Ordinary People, Center Stage en The Treatment (met Famke Janssen). Ook was ze te zien in de Amerikaanse komedieserie (sitcom) Hope & Faith.
Ze overleed op 89-jarige leeftijd.